# Cattedrale di Maria Regina del Mondo (Montréal)

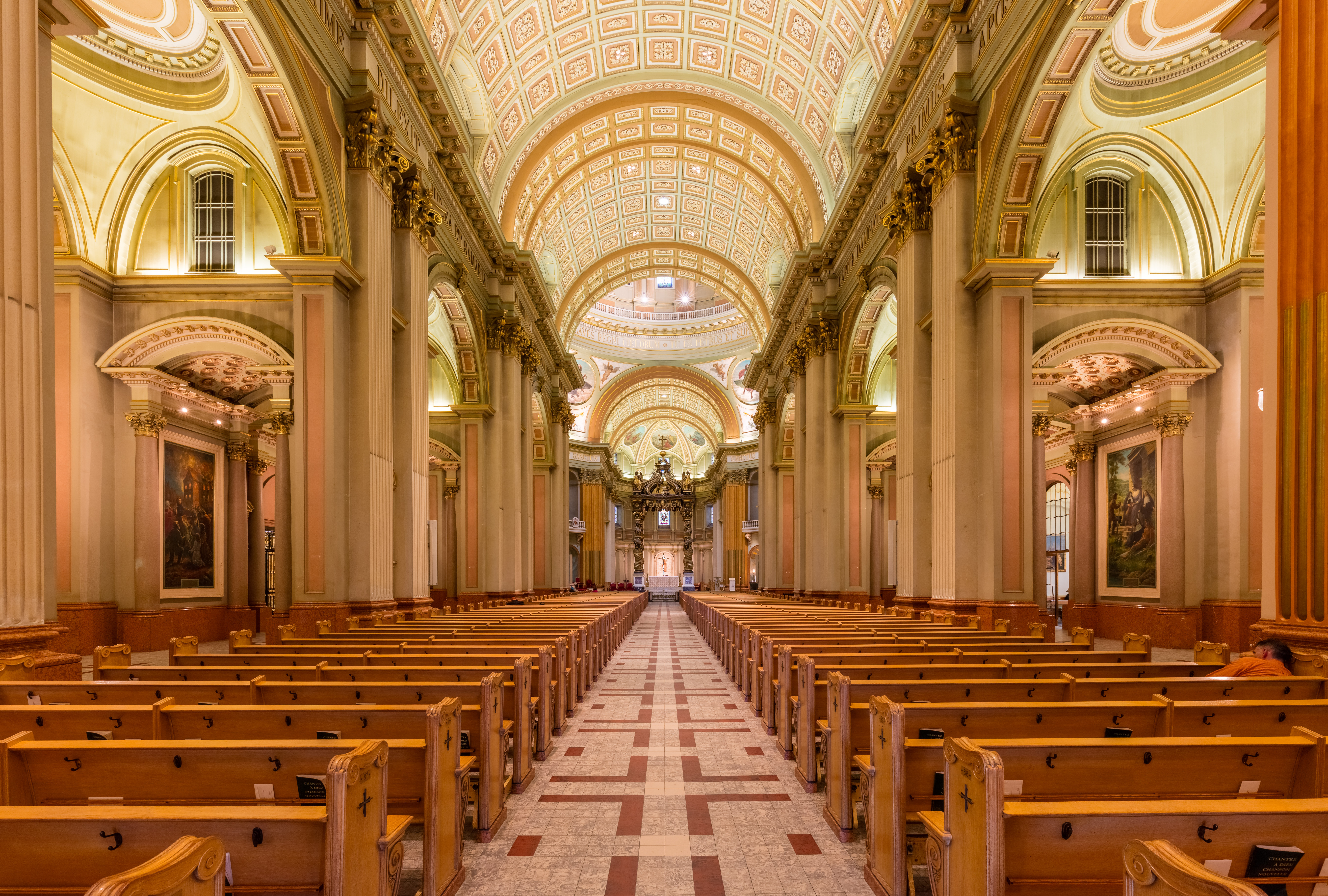
Interno

La cattedrale di Maria Regina del Mondo è il principale luogo di culto della città di Montréal, chiesa madre dell'omonima arcidiocesi.
In ordine di grandezza è la terza chiesa del Québec dopo l'oratorio San Giuseppe e la basilica di Sant'Anna di Beaupré. A Montréal è situata in pieno centro della città, nell'arrondissement Ville Marie.

## Storia
Mons. Ignace Bourget, il secondo vescovo di Montréal, ne ordinò la costruzione per rimpiazzare l'antica cattedrale di San Giacomo di Montréal che era andata distrutta a causa del grande incendio del 1852.
Egli scelse di ricreare un modello ridotto della Basilica di San Pietro di Roma, i Sulpiziani e la chiesa anglicana preferivano lo stile neogotico. Fu costruita ad ovest della città dove si trovavano i quartieri agiati quando l'antica cattedrale era situata ad est della città.
Victor Bourgeau, l'architetto che intraprese i lavori, ritenne che fosse troppo complesso riprodurre la basilica di San Pietro anche se in scala ridotta. Il vescovo, sempre deciso a veder realizzato il suo progetto, inviò Fra Joseph Michaud in Vaticano. A quel tempo la Santa Sede era minacciata dalle truppe di Vittorio Emanuele II e la spedizione del religioso a Roma era una missione segreta.
La costruzione iniziò nel 1875 e la nuova chiesa fu consacrata a San Giacomo nel 1894 con il nome di cattedrale di San Giacomo. San Giacomo era anche il nome della parrocchia curata dalla chiesa; a quel tempo era la più grande chiesa del Québec. 
Nel 1919 Benedetto XV la dichiarò basilica minore. Nel 1955 essa fu riconsacrata a Maria, Regina del Mondo da Papa Pio XII su richiesta del cardinale Paul-Émile Léger. Il Papa aveva proclamato questo titolo per Maria nella sua enciclica Ad Cæli Reginam.
Nel 2000, si è verificato un grave atto di vandalismo quando un gruppo del collettivo autonomo femminista ha bruciato delle croci davanti al fabbricato, ha lanciato degli oggetti e ha tappezzato di manifesti l'interno dell'edificio. Nessuna denuncia fu allora mossa contro i membri del gruppo.
Il 14 maggio 2006 il governo canadese, tramite il suo ministro dell'ambiente Rona Ambrose, ha riconosciuto l'importanza della Cattedrale scoprendo una lapide e proclamando la cattedrale sito storico nazionale del Canada.

## Architettura
Sopra la facciata della basilica di San Pietro ci sono le statue dei dodici apostoli, invece sulla facciata della cattedrale Maria Regina del Mondo le statue raffigurano i santi patroni delle tredici parrocchie di Montréal, che hanno messo in comune i loro beni religiosi.
All'interno della chiesa, copiato dalla basilica di San Pietro,il baldacchino è una copia in scala di quello del Bernini a San Pietro.
In questi ultimi anni il piazzale e il nartece della cattedrale hanno subito importanti restauri.
La chiesa si trova al 1065, rue de la Cathédrale, all'angolo di boulevard René-Lévesque, anticamente chiamato Dorchester.
È raggiungibile dalla stazione della metropolitana Bonaventure, nel centro della città.